# Rigdzin Gödem

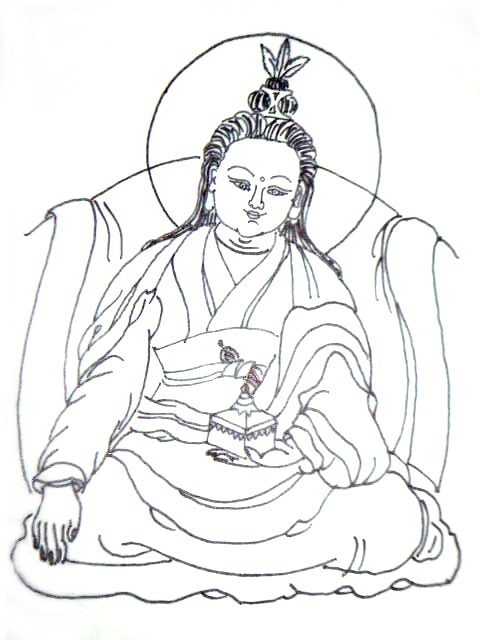
Tertön Rigdzin Gödem

Rigdzin Gödem (tib.: rig 'dzin rgod ldem; geb. 1337; gest. 1409) war ein bedeutender Lama und Tertön der Nyingma-Tradition des tibetischen Buddhismus.

## Inkarnation von Dorje Dudjom
Gödem wurde in einer Nyingma-Familie in dem tibetischen Dorf Riwo Trabzang als Sohn des Siddhas Duddul geboren. Unter der Anleitung seines Vaters studierte er die Nyingma-Lehren seit frühester Kindheit. Die Nyingma-Schule ist eine der vier Haupttraditionen des Tibetischen Buddhismus. Rigzin Gödem bedeutet wörtlich "der Verwirklichte mit den Geierfedern", da nach der Überlieferung in jungen Jahren drei Geierfeder-artige Gewächse auf seinem Kopf erschienen, im Alter von 24 kamen weitere hinzu. Er gilt als eine Reinkarnation von Nanam Dorje Dudjom, einem der 25 Hauptschüler Guru Rinpoches. Guru Rinpoche war ein tantrischer Meister, der im 9. Jahrhundert die Lehren des Buddhismus nach Tibet einführte und die Nyingma-Schule des tibetischen Buddhismus begründete. Die 25 Hauptschüler von Guru Rinpoche wurden aufgrund ihrer hohen Verwirklichung berühmt.

## Terma-Zyklus der Nördlichen Schätze
Rigdzin Gödem entdeckte die Termatexte der Nördlichen Schätze, einem Zyklus von tantrischen Belehrungen, der wegen seiner umfassenden Vajrakilaya-Praktiken und Dzogchen-Texte bekannt wurde. "Termas" sind verborgene Texte, Ritualgegenstände und Reliquien, die auf Geheiß Guru Rinpoches, von seinen engsten Schülern in Tibet und angrenzenden Ländern verborgen wurden. Dies geschah, um die Lehren des tantrischen Buddhismus (Vajrayana) vor der Zerstörung durch Langdarma, einem dem Buddhismus feindlich gesinnten tibetischen König (Regierungszeit 836–842) zu bewahren.

## Bön-Terma
Rigdzin Gödem war aber nicht nur der Schatzfinder der Nördlichen Schätze der Nyingma, er hat auch einige Terma entdeckt, die der Bön-Tradition zugehörig sind.

## Verbreitung
Hauptsitz der Übertragung der "Nördlichen Schätze" ist das Nyingma-Kloster Dorje Drak in Zentraltibet.

### Khordong-Tradition
In Europa werden die "Nördlichen Schätze" zusammen mit den "Khordong-Termas" übertragen.
Diese Terma-Linie wurde von Nudan Dorje Drophan Lingpa (1809–1872) entdeckt. Er war eine Inkarnation von Drogben Kheychung Lotsawa, der ebenfalls einer der 25 Hauptschüler von Guru Rinpoche war. Ein bedeutender Lama dieser Linien, der auch im Westen lehrte, war die 4. Inkarnation von Nudan Dorje Drophan Lingpa, namens Chhimed Rigdzin Rinpoche (1922–2002).